# Torri di Popiglio (Rocca Securana)
Il sito dell'alta Val di Lima oggi conosciuto con il nome di Torri di Popiglio, del quale si osservano le evidenti strutture, era un complesso castrense costituito da due castrum  dislocati a quote diverse sullo stesso versante della montagna detto "Rocca Securana". Tale luogo avrebbe origini molto antiche, si suppone che in origine fosse un accampamento romano risalente al II secolo a.C. in seguito sviluppato e fortificato a complesso murario ben fornito. In località La Lima la Via Laura proveniente da Pistoia confluiva nella Via Claudia Augusta proveniente da Pisa. Le Torri di Popiglio servivano come controllo delle due strade.

## Storia
La struttura posta a monte del borgo, è stata fino al XV secolo un caposaldo difensivo della montagna pistoiese situato al confine con lo Stato Lucchese, quindi strategicamente importante per Pistoia prima e successivamente per Firenze.
Probabilmente ha dato origine al sottostante paese di Popiglio (anch'esso un tempo provvisto di una cinta muraria) come sistema difensivo delle vie di comunicazione romane in seguito sviluppato e rafforzato nel periodo longobardo e nell successiva età franco-carolingia, potenziata ulteriormente dai Conti Guidi di Modigliana, feudatari della zona (come emerge dai diplomi imperiali di Arrigo VI del 1191, di Federico II nel 1220 e 1247). Ha avuto il suo massimo sviluppo con annessa importanza dal XII al XV secolo. Successivamente alla nascita e sviluppo delle prime autonomie locali, sotto la spinta di Pistoia (nel 1105 nomino' i suoi primi Consoli) la Rocca Securana diventò Comunale verso la metà del XIII secolo, con la liberazione del territorio del dominio feudale. Faceva parte del sistema difensivo di sbarramento della valle.

### Le Torri
Hanno entrambe forma quadrata e sorgono a quote diverse sullo stesso versante della montagna a breve distanza l'una dall'altra: la più elevata al vertice l'altra una ventina di metri più in basso. La prima torre, parzialmente diruta, si eleva oggi per circa il cinquanta percento della sua altezza originaria (24 metri circa) e si notano ancora i resti della cinta muraria di forma ellittica che un tempo la circondava. Molto probabilmente all'interno sorgevano altri edifici, come si può evincere da i resti di una costruzione addossata la lato nord est, ed era sicuramente sede del centro di comando del sistema difensivo.
L'altra torre non aveva fortificazioni aggiuntive, molto probabilmente fungeva da collegamento intermedio fra il paese e il vertice del fortilizio, anch'essa fortemente diruta ma i suoi resti gli consentono di essere più alta della gemella. Ancora oggi da questa posizione è possibile dominare l'intera valle.